# Nyžňohirský rajón
Nyžňohirský rajón (Nižněgorský rajón, ukrajinsky Нижньогірський район, rusky Нижнегорский район) je rajón v Autonomní republice Krym na Ukrajině. Hlavním městem je sídlo městského typu Nyžňohirskyj (Nižněgorskij) a rajón má přibližně 43 tisíc obyvatel. 
Od Krymské krize území fakticky ovládá Rusko, které rajón považuje za součást svého federálního subjektu Republika Krym.

## Sídla v rajónu
Sídlo městského typu:
- Nyžňohirskyj (Nižněgorskij)